# جولیا چایلد
جولیا کارولین چایلد (به انگلیسی: Julia Carolyn Child) (۱۵ اوت ۱۹۱۲ – ۱۳ اوت ۲۰۰۴) آشپز آمریکایی، نویسنده و شخصیت تلویزیونی بود. او بخاطر نوشتن نخستین کتاب آشپزی خود به عنوان تسلط بر هنر آشپزی فرانسوی همچنین برنامه‌های تلویزیونی پس از آن، به عنوان معرف آشپزی فرانسوی به مردم آمریکا شناخته می‌شود. قابل توجه‌ترین برنامهٔ تلویزیون او آشپز فرانسوی نام داشت، که در سال ۱۹۶۳ به نمایش درآمد.